# Brafield-on-the-Green
Brafield-on-the-Green est une paroisse civile et un village du Northamptonshire, en Angleterre.